# Jacques Brotchi
Jacques baron Brotchi (Luik, 11 augustus 1942) is een voormalig Belgisch politicus van de Mouvement Réformateur en neurochirurg.

## Levensloop
Brotchi was de zoon van Roemeense Joden die zich op de vlucht voor antisemitisme in België vestigden en tijdens de Tweede Wereldoorlog aan deportatie wisten te ontsnappen door ondergedoken te leven bij een familie in Comblain-au-Pont. Hij groeide op in Esneux en voltooide de humaniora aan het Koninklijk Atheneum van Luik en ging nadien in 1960 geneeskunde studeren aan de Universiteit Luik. In 1967 behaalde hij er het diploma van doctor in de geneeskunde, waarna hij zich specialiseerde in neurochirurgie in het Beiers Hospitaal en tot oktober 1981 als onderzoeker aan het laboratorium voor neuro-autonomie van de Universiteit van Luik werkte. 
In 1981 richtte hij in het Erasmusziekenhuis te Anderlecht bij Brussel een afdeling neurochirurgie op. Hij was er diensthoofd en leidde in die hoedanigheid tal van neurochirurgen op die in verschillende Europese ziekenhuizen aan de slag gingen. In 1998 werd de dienst onderscheiden door de Wereldgezondheidsorganisatie als eerste referentiecentrum inzake de opleiding en onderzoek in Neurochirurgie. Tezelfdertijd was hij hoogleraar in de neurochirurgie aan de Université Libre de Bruxelles (ULB). Beide functies oefende hij uit tot zijn emeritaat in 2007. Brotchi bleef nadien nog enkele jaren actief als neurochirurg, tot hij in december 2012 het scalpel definitief neerlegde.
Brotchi is doorheen de jaren voorzitter geweest van verschillende organisaties: zo was hij van 1989 tot 1992 voorzitter van de Belgische Vereniging voor Neurochirurgie en van 1997 tot 2001 van het Education Committee of the World Federation of Neurosurgical Societies (WNFS). Van 2005 tot 2009 was hij algemeen voorzitter van de WNFS. 
Hij was van 2003 tot 2018 lid van de raad van bestuur van de Francqui-Stichting en van 2005 tot 2014 lid van de wetenschappelijke raad van het Fonds InBev-Baillet Latour. Ook was hij van 1993 tot 2017 lid van de Koninklijke Academie voor Geneeskunde van België.
In 2004 werd hij politiek actief toen hij voor de liberale MR gecoöpteerd werd in de Senaat, waar hij actief werd in de commissie Sociale Aangelegenheden. Twee jaar later werd hij gemeenteraadslid in Ukkel, wat hij bleef tot 2012 en opnieuw was van 2018 tot 2019. In 2009 verliet hij de Senaat om lid te worden van het Brussels Hoofdstedelijk Parlement en van het Parlement van de Franse Gemeenschap. Van 2010 tot 2014 zetelde hij opnieuw in de Senaat als gemeenschapssenator. Bij de verkiezingen van mei 2014 werd hij herkozen in het Brussels Hoofdstedelijk Parlement en in het Parlement van de Franse Gemeenschap. Brotchi bleef in beide parlementen zetelen tot in mei 2019. Door zijn partij werd hij tevens opnieuw naar de Senaat gestuurd als deelstaatsenator (de nieuwe benaming van gemeenschapssenator). Bij de verkiezingen van mei 2019 stond hij als laatste opvolger op de Brusselse MR-lijst voor de Kamer van volksvertegenwoordigers.
In het Parlement van de Franse Gemeenschap was Brotchi van 2009 tot 2014 ondervoorzitter van de commissie Hoger Onderwijs en van 2014 tot 2019 voorzitter van de commissie Internationale Betrekkingen, Europese Vraagstukken, Algemene Zaken, Universitaire Ziekenhuizen en Zorgberoepen. Van 2014 tot 2018 was hij in het Brussels Hoofdstedelijk Parlement secretaris en van 17 juni tot 13 oktober 2014 maakte hij tevens deel uit van het bestuur van de Senaat. In december 2018 werd hij door zijn partij voorgedragen als voorzitter van de Senaat in opvolging van Christine Defraigne. Hij bleef dit tot aan de verkiezingen van mei 2019. In september 2019 nam Brotchi ook ontslag uit de Ukkelse gemeenteraad, wat zijn definitieve politieke afscheid betekende.

## Onderscheidingen
- in 1988 werd hij voor zijn werk als neurochirurg door koning Boudewijn geridderd. In 2007 werd hij opgenomen in de Belgische adel met de titel baron
- op 8 december 2010 werd hij bevorderd tot grootofficier in de Leopoldsorde.
- sinds 2007 is hij tevens grootofficier in de Kroonorde.
- 2019: Grootkruis in de Orde van Leopold II[7]